# Det Døde Hav
Dødehavet eller Det døde hav (hebraisk: יָם הַמֶּלַח  Yam ha-Melah ? bogstaveligt: Hav af salt; arabisk: البحر الميت  Al-Bahr al-Mayyit ? eller Buhayrat, Bahret eller Birket Lut, bogstaveligt: "Lots sø/hav") er en saltvandssø, der ligger mellem Jordan i øst og Israel og Vestbredden i vest. Den ligger i Jordandalen og dens centrale biflod er Jordanfloden.
Dens overflade og kyster ligger 430,5 meter under havoverfladen, hvilket gør den til verdens lavestliggende landområde. Den er 304 meter dyb, og er dermed verdens dybeste hypersaline sø. Den er med sin salinitet på 342 g/kg, eller 34.2% (pr.  2011) en af verdens mest salte vandmasser – 9,6 gange så salt som havet – og har en massefylde på 1,24 kg/liter, hvilket får svømning til at fungere som flydning. Denne salinitet gør søen til et barsk miljø som hverken planter eller dyr kan overleve i, hvilket har givet søen sit navn. På trods af sit navn er Dødehavet ikke et hav. Dødehavets centrale nordlige vandområde er 50 kilometer langt og 15 kilometer bredt på sit bredeste punkt.
Dødehavet har tiltrukket besøgende fra Middelhavslandene i flere tusinde år. Søen var et af verdens første kursteder (for Herodes den Store) og har leveret en bred vifte af produkter, såsom asfalt, der blev anvendt til mummificering i Oldtidens Egypten og kaliumchlorid, der blev anvendt som gødning.
I moderne tid er Dødehavet begyndt at svinde hastigt ind; søens overfladeareal er i dag 605 km², hvorimod det i 1930 var 1.050 km². Indtørringen af Dødehavet er begyndt at forårsage problemer, og der er blevet stillet forslag om at opføre flere flere kanaler og rørlinjer for at reducere indtørringen. Et af disse forslag er Dødehavskanalen, et projekt ledet af Jordan, som går fra Rødehavet og har til formål at bringe vand til nærliggende lande, mens saltlagen vil transporteres til Dødehavet for at hjælpe med at stabilisere vandniveauet. Pr.  2016 forventedes første fase af projektet påbegyndt i 2018 og forventes afsluttet i 2021.

## Etymologi og toponymi
På hebraisk hedder Dødehavet  Yām ha-Melaḥ ? (ים המלח), hvilket betyder "hav af salt" (Første Mosebog 14:3). Biblen bruger denne betegnelse såvel som to andre: Araba-havet (Yām ha-‘Ărāvâ ים הערבה), og det østlige hav (ha-Yām ha-kadmoni הים הקדמוני). Betegnelsen "Dødehavet" figurerer ikke i Bibelen. I prosa bliver betegnelsen Yām ha-Māvet (ים המוות, "dødens hav") somme tider anvendt på grund af hvor sjældent man ser liv i søen.
På arabisk kaldes Dødehavet  al-Bahr al-Mayyit ? ("Det døde hav"), eller mindre udbredt baḥrᵘ lūṭᵃ (بحر لوط, "Lots hav"). Et andet historisk navn på arabisk var "Zoʼars hav", opkaldt efter en nærliggende by i de bibelske tider. Grækerne kaldte søen for Lake Asphaltites (Attisk græsk ἡ Θάλαττα ἀσφαλτῖτης, hē Thálatta asphaltĩtēs, "asfaltithavet").

## Geografi
Dødehavet er en endorheisk sø i Jordandalen i den syro-afrikanske depression - et geografisk særpræg, der er dannet af Dødshavsriften. Denne transformforkastning ligger langs de tektoniske pladegrænser mellem den Afrikanske plade og den Arabiske plade. Den løber mellem den Østanatolske forkastningszone i Tyrkiet og den nordlige del af Rødehavsriften ud for kysten ved den sydlige del af Sinaihalvøen.
Jordanfloden er den eneste større vandressource, der flyder ind i Dødehavet, omend der findes små vedvarende kilder under og omkriing Dødehavet, der danner pøle og kviksandsgrave langs kanterne. Mujibfloden, den bibelske flod Arnon, er således en af de andre kilder til vand i Dødehavet. Wadi Mujib-floddalen, 420 meter under havoverfladen i den sydlige del af Jordandalen, er en biosfærereserve på 212 km2. Blandt andre kilder er Wadi Darajeh (arabisk) eller Nahal Dragot (hebraisk) samt Nahal Arugot, der løber ud i oasen Ein Gedi. Wadi Hasa (den bibelske Zered) er ligeledes en wadi, der løber ud i Dødehavet.
Der fandt sjældent mere end 100 mm nedbør pr. år i den nordlige del af Dødehavet og knap 50 mm i den sydlige del. Dødehavszonens goldhed skyldes regnskyggeeffekten fra de judæiske bjerge. Højlandet øst for Dødehavet modtager mere nedbør end selve Dødehavet.
Vest for Dødehavet hæver de judæiske bjerge sig mindre stejlt og er meget lavere end bjergene i øst. Langs den sydvestlige side af søen ligger en 210 meter høj halitformation kendt som Har Sedom.

## Klima
Dødehavet har et tørt klima (Köppens klimaklassifikation BWh), med årelangt solskin og tør luft. Det får mindre end 50 mm gennemsnitligt nedbør årligt og har om sommeren en gennemsnitstemperatur på 32-39 °C. Om vinteren ligger gennemsnitstemperaturen på 20-23 °C. Regionen har svagere ultraviolet stråling, især UVB (erytrogene stråler). Givet det høje atmosfæriske tryk har luften et lidt højere iltindhold (3,3% om sommeren og 4,8% om vinteren) sammenlignet med iltkoncentrationen ved havniveauet. Barometrisk tryk ved Dødehavet er blevet målt til at være mellem 1061 og 1065 hPa og klinisk sammenlignet med sundhedseffekter ved højere altitude. Dødehavet påvirker temperaturen i nærliggende områder på grund af den modererende effekt som en stor vandmasse har på klimaet. Om vinteren har vandtemperaturen en tendens til at være højere end landtemperaturen, og vice versa i sommermånederne. Dette skyldes vandets masse og varmefylde. I gennemsnit oplever Dødehavet 192 dage om året med temperaturer over 30 °C.
| Vejr for Dødehavet, Sedom (390 meter under havoverfladen) | Vejr for Dødehavet, Sedom (390 meter under havoverfladen) | Vejr for Dødehavet, Sedom (390 meter under havoverfladen) | Vejr for Dødehavet, Sedom (390 meter under havoverfladen) | Vejr for Dødehavet, Sedom (390 meter under havoverfladen) | Vejr for Dødehavet, Sedom (390 meter under havoverfladen) | Vejr for Dødehavet, Sedom (390 meter under havoverfladen) | Vejr for Dødehavet, Sedom (390 meter under havoverfladen) | Vejr for Dødehavet, Sedom (390 meter under havoverfladen) | Vejr for Dødehavet, Sedom (390 meter under havoverfladen) | Vejr for Dødehavet, Sedom (390 meter under havoverfladen) | Vejr for Dødehavet, Sedom (390 meter under havoverfladen) | Vejr for Dødehavet, Sedom (390 meter under havoverfladen) | Vejr for Dødehavet, Sedom (390 meter under havoverfladen) |
|                                                           | Jan                                                       | Feb                                                       | Mar                                                       | Apr                                                       | Maj                                                       | Jun                                                       | Jul                                                       | Aug                                                       | Sep                                                       | Okt                                                       | Nov                                                       | Dec                                                       | År                                                        |
| --------------------------------------------------------- | --------------------------------------------------------- | --------------------------------------------------------- | --------------------------------------------------------- | --------------------------------------------------------- | --------------------------------------------------------- | --------------------------------------------------------- | --------------------------------------------------------- | --------------------------------------------------------- | --------------------------------------------------------- | --------------------------------------------------------- | --------------------------------------------------------- | --------------------------------------------------------- | --------------------------------------------------------- |
| Gennemsnitlig maks °C                                     | 20,5                                                      | 21,7                                                      | 24,8                                                      | 29,9                                                      | 34,1                                                      | 37,6                                                      | 39,7                                                      | 39                                                        | 36,5                                                      | 32,4                                                      | 26,9                                                      | 21,7                                                      | 30,4                                                      |
| Gennemsnitlig °C                                          | 16,6                                                      | 17,7                                                      | 20,8                                                      | 25,4                                                      | 29,4                                                      | 32,6                                                      | 34,7                                                      | 34,5                                                      | 32,4                                                      | 28,6                                                      | 23,1                                                      | 17,9                                                      | 26,1                                                      |
| Gennemsnitlig min °C                                      | 12,7                                                      | 13,7                                                      | 16,7                                                      | 20,9                                                      | 24,7                                                      | 27,6                                                      | 29,6                                                      | 29,9                                                      | 28,3                                                      | 24,7                                                      | 19,3                                                      | 14,1                                                      | 21,9                                                      |
| Gennemsnitlig nedbør mm                                   | 7,8                                                       | 9                                                         | 7,6                                                       | 4,3                                                       | 0,2                                                       | 0                                                         | 0                                                         | 0                                                         | 0                                                         | 1,2                                                       | 3,5                                                       | 8,3                                                       | 41,9                                                      |

## Kemi
Med en salinitet på 34,2% (pr.  2011) er Dødehavet en af verdens salteste vandmasser, omend Vandasøen i Antarktis (35%), Assalsøen i Djibouti (34.8%), Garabogazköllagunen i det Kaspiske Hav (op til 35%) og nogle hypersaline damme og søer i McMurdos tørdale i Antarktis (såsom Don Juan-dammen (44%)) har udvist højere salinitet.
Frem til vinteren 1978–79, hvor der fandt en større blandingsbegivenhed sted, bestod Dødehavet af to vandlag, der adskilte sig fra hinanden i temperatur, massefylde, alder og salinitet. De øverste 35 meter af Dødehavet havde en gennemsnitlig salinitet på 342 dele per tusind (pr.  2002), og en temperatur der svingede mellem 19 °C pg 37 °C. Under en overgangszone lå det nederste vandlag i Dødehavet på en fast temperatur på 22 °C og en komplet mætning af natriumchlorid (NaCl).[kilde mangler] Siden vandet nær bunden er mættet, nedfalder saltet ud af opløsningen og ned på havbunden.
I begyndelsen af 1960'erne blev vand til Dødehavet fra Jordanfloden reduceret som resultat af store kunstvandingsprojekter og meget sparsomt nedbør. I 1975 var det øvre vandlag mere salt end det lavede lag. Alligevel forblev det øvre lag liggende over det nedre lag da dets vand var varmere og dermed havde mindre massefylde. Da det øvre lag nedkølede i en grad så dets massefylde blev større end det nedre lags, blev de to vandlag blandet (1978–79). For første gang i århundreder blev søen til en homogen vandmasse. Siden da er lagdelingen begyndt at vende tilbage.
Dødehavets mineralindhold er meget anderledes end havvands. Den præcise sammensætning af Dødehavsvand varierer med årstiden, dybden og temperaturen. I starten af 1980'erne var koncentrationen af ioniske arter (i g/kg) for overfladevand i Dødehavet Cl− (181,4), Br− (4,2), SO42− (0,4), HCO3− (0,2), Ca2+ (14,1), Na+ (32,5), K+ (6,2) og Mg2+ (35,2). Den samlede salinitet var 276 g/kg. Disse resultater viste at saltsammensætningen, som vandfri chlorider på en vægtprocensbasis, var calciumchlorid (CaCl2) 14,4%, kaliumchlorid (KCl) 4,4%, magnesiumchlorid (MgCl2) 50,8% og natriumchlorid (NaCl) 30,4%. Til sammenligning er saltet i havvandet i de fleste af verdens have omkring 85% natriumchlorid. Koncentrationen af sulfationer (SO42−) er meget lav, og koncentrationen af bromidioner (Br−) er den højeste af alle vandmasser på planeten.
Saltkoncentrationen i Dødehavet flukturerer omkring 31,5%. Dette er et usædvanligt højt niveau og resulterer i en nominel massefylde på 1,24 kg/l. Alle kan let flyde i Dødehavet på grund af den naturlige opdrift. På dette punkt minder Dødehavet om Great Salt Lake i Utah i USA.
En usædvanlig egenskab ved Dødehavet er dets udledning af asfalt. Dødehavet spytter konstant småsten og blokke af sort asfalt op fra sine dybe væld. Der er således blevet fundet asfaltbelagte figurer og bitumenbelagte neolitiske kranier ved arkæologiske udgravninger. Egyptiske mummificeringsprocesser anvendte asfalt fra Dødehavsregionen.